# Kawęczyn (gmina Tarczyn)
Kawęczyn – wieś sołecka w Polsce położona w województwie mazowieckim, w powiecie piaseczyńskim, w gminie Tarczyn.
W latach 1975–1998 miejscowość należała administracyjnie do województwa warszawskiego.